# Soenda-eilanden
De Soenda-eilanden (of Sunda-eilanden) vormen een eilandengroep in Zuidoost-Azië. Ze worden verdeeld in twee groepen:
- Grote Soenda-eilanden
  - Borneo
  - Java
  - Sulawesi
  - Sumatra
- Kleine Soenda-eilanden
  - Adonara
  - Alor
  - Bali
  - Barat Daya-eilanden
  - Flores
  - Komodo
  - Lombok
  - Roti
  - Savu
  - Solor
  - Sumba
  - Sumbawa
  - Tanimbar-eilanden
  - Kei-eilanden
  - Timor

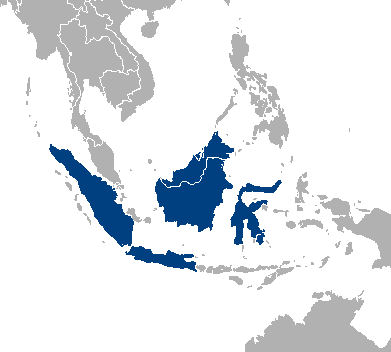
Grote Soenda-eilanden

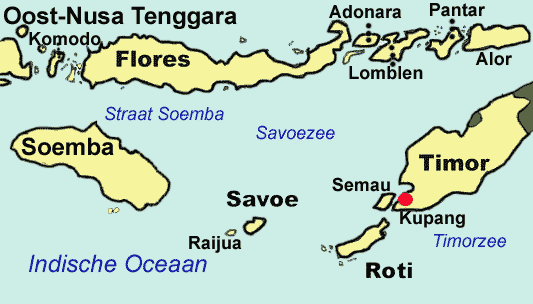
Kleine Soenda-eilanden

De eilandengroep is verdeeld over het grondgebied van de staten Indonesië, Maleisië, Brunei en Oost-Timor.
Het water dat Java en Sumatra scheidt, heet Straat Soenda. Onduidelijk is nog of de eilanden hun naam aan deze zeestraat te danken hebben, of omgekeerd de straat is vernoemd naar de eilandengroep.
In ieder geval, beide danken hun naam aan de historische landstreek Soenda in het westen van het eiland Java.